# Philippa Gregory
Philippa Gregory, född 9 januari 1954 i Kenya, är en brittisk författare som främst skriver historiska romaner.

## Tidigt liv och akademisk karriär
Philippa Gregory föddes i Kenya. När hon var 2 år gammal flyttade hon och hennes familj till England. Hon var en rebell i skolan, men bestämde sig för att börja på universitetet och utbildade sig på Sussex universitet. Hon arbetade på BBC i två år innan hon började på Edinburghs universitet, där doktorerade hon i 1700-talets litteratur